# コンスタンティン・ツー・ホーエンローエ＝シリングスフュルスト

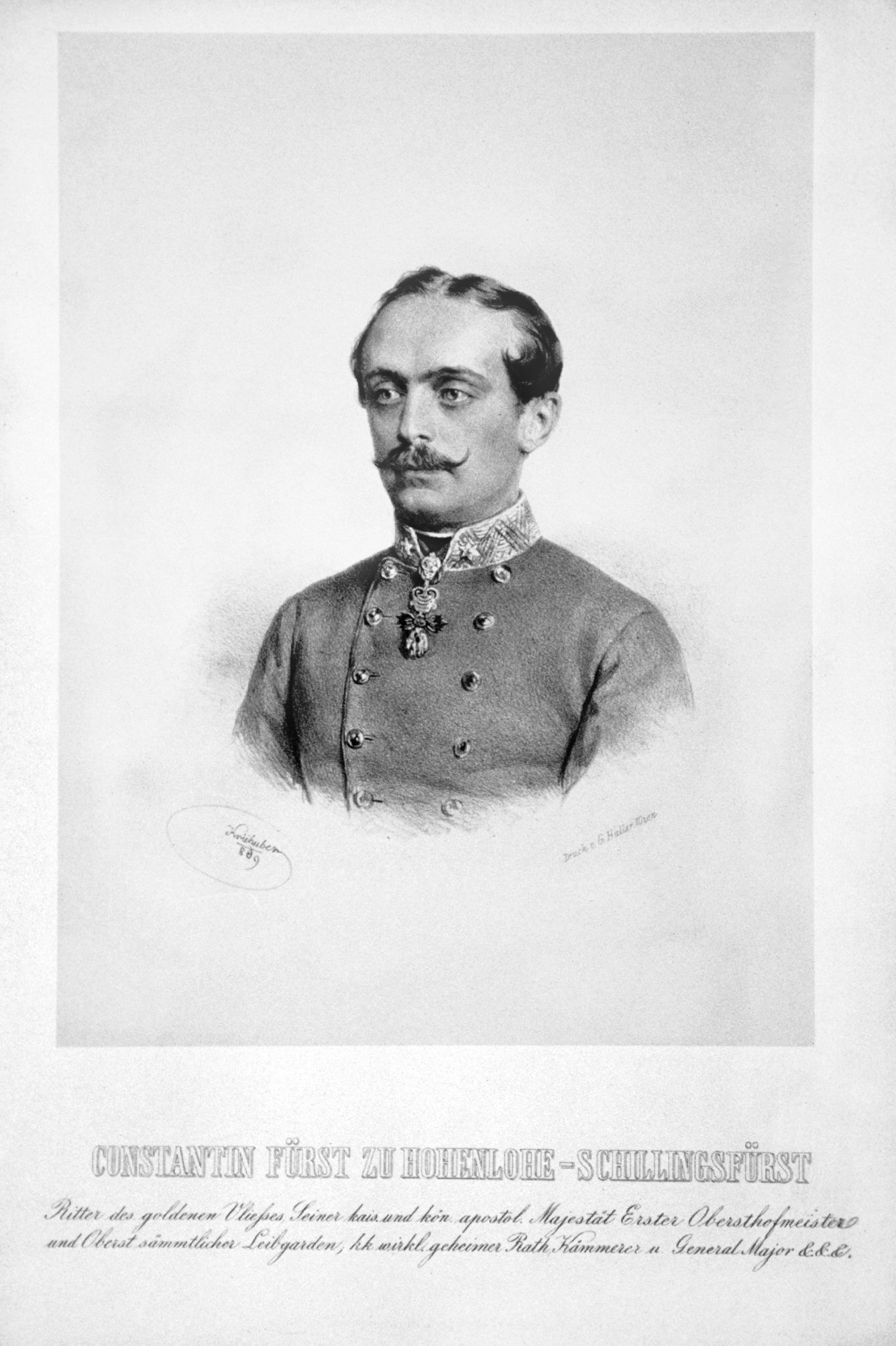
ホーエンローエ＝シリングスフュルスト侯コンスタンティン、ヨーゼフ・クリーフーバーによるリトグラフ、1869年

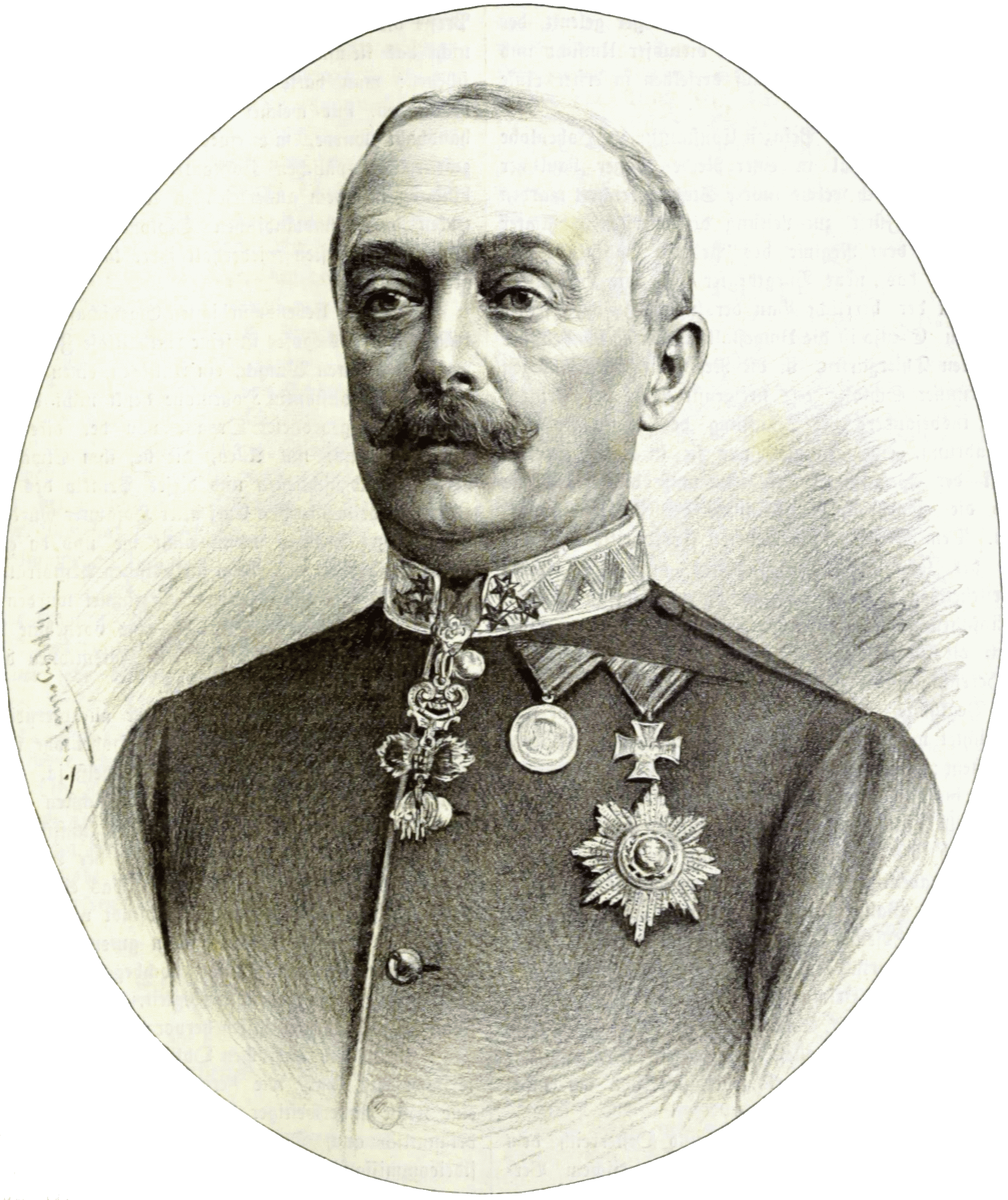
ホーエンローエ、テオドール・マイヤーホーファーによる写真を元にした版画、1893年

コンスタンティン・ヴィクトル・エルンスト・エミール・カール・アレクサンダー・フリードリヒ・ツー・ホーエンローエ＝シリングスフュルスト（Konstantin Viktor Ernst Emil Karl Alexander Friedrich Prinz(Fürst) zu Hohenlohe-Schillingsfürst, 1828年9月28日 ヴィルデック - 1896年2月14日 ウィーン）は、オーストリア＝ハンガリー（二重帝国）の軍人・廷臣。宮内長官（在任1866年 - 1896年）、騎兵大将。

## 生涯
ホーエンローエ＝シリングスフュルスト侯フランツ・ヨーゼフと、その妻でホーエンローエ＝ランゲンブルク侯カール・ルートヴィヒの娘であるコンスタンツェの間の末息子（六男）。長兄のラティボル公ヴィクトルはプロイセン貴族院議長、次兄のホーエンローエ＝シリングスフュルスト侯クロートヴィヒはバイエルン王国首相・ドイツ帝国宰相、四兄グスタフ・アドルフは枢機卿と、四兄弟（三兄フィリップ・エルンストと五兄ヨーゼフは早逝）はドイツ・オーストリアの聖俗両界で重きをなしたので、親類縁者は彼らに中世武勲詩の登場人物に因む「エモンの四子」というあだ名をつけた。父と同じくカトリック信者として育った。
ブレスラウのマリア・マグダレーナ・ギムナジウムを卒業後、1848年「軍隊に入隊予定」という但し書き付きでアビトゥーア資格をパスする。同年オーストリア帝国陸軍に入隊、翌1849年北イタリア戦役に従軍。1854年ウィーン宮廷勤務に転出し、1859年皇帝フランツ・ヨーゼフ1世の侍従武官となる。
1866年7月、帝国にとって深刻な敗北であったケーニヒグレーツの戦いの直後に宮内長官に任命される。同時に一代限りの侯爵（フュルスト）の称号を妻とともに名乗る資格を授けられた。彼は宮廷人として完璧と言えるほど優秀で、2歳年下の皇帝のその時々の政治路線に、宮廷の風儀をうまく連動させることができた。そしてウィーン宮廷の宮内長官に求められる、帝国の政治と社会における中心的役割を長期間そつなくこなした。1867年二重帝国体制が成立すると、ハンガリー側には独自に宮内長官職が設けられたため、オーストリア側のみの宮廷組織を率いることとなった。
1857年、皇帝にリングシュトラーセ建設着工の準備として、ウィーン市城壁の撤去作業の指揮を命じられた。宮内長官の職掌には宮廷に属する建造物及び諸集団の統括も含まれており、リングシュトラーセ沿いのウィーン国立歌劇場建設、ブルク劇場の建て替え、美術史美術館及び自然史博物館の2つの新ミュージアムの建設がその分野での主な業務となった。ホーフブルク宮殿に新しい翼としてノイエ・ブルク（新宮殿）を建て増しする事業は、着工したものの工事が難航し、結局は第一次世界大戦後まで完成を見なかった。かつて帝室の狩猟林であったプラーター公園においても、1873年ウィーン万国博覧会が開催され、ホーエンローエが諸施設の建設工事監理者となった。博覧会のために人工的に作られた築山は、ホーエンローエの洗礼名に因みコンスタンティン築山と名付けられた。博覧会後も、同公園は1875年まで続いた大規模なドナウ川治水工事の影響で大幅な土地区画整理を続けねばならなかった。芸術の理解者であったホーエンローエは、これら自らが担当する帝室関係の新建造物に著名な芸術家の作品を次々に組み込んだり展示したりした。
ブルク劇場の総監督として、ホーエンローエははしばしば劇場内で起きた諸部署間の権限争いを仲裁する役割を果たした。また、皇帝の意向を受けて、帝国内の数多ある政治的・社会的・民族的な諸団体からの陳情を聞く役目も担当した。また宮廷を訪れた外国高官を接遇する役目もあり、この役目は1873年の万国博覧会を機に本格的なものになった。
ホーエンローエは野心的で、実権を一手に握っておくことを好んだが、多岐にわたる長官の職掌のために業務の処理が追いつかない事態が生まれた。職務と責任の重圧は彼の健康を急激に蝕んだ。頭脳明晰で、行動力があり休むことを知らないと評され、その当意即妙な返しや話の上手さを称賛されたが、短気で憤激しやすいとも陰口を叩かれた。亡くなるまで宮内長官を務め、ルドルフ・フォン・リヒテンシュタインがその後を継いだ。
1870年ウィーン楽友協会名誉会員、1873年ウィーン美術アカデミー及びオーストリア応用美術博物館の名誉キュレーターとされた。主君の皇帝フランツ・ヨーゼフより、ハンガリーの聖イシュトヴァーン勲章大十字章や終身のオーストリア貴族院議員議席、そして1883年には二重帝国最高位の勲章である金羊毛勲章を授けられた。この他、欧州の王侯家が運営する騎士団の勲章を数多く拝受した。
ヨハン・シュトラウス2世はウィンナ・ワルツ『ウィーンの森の物語』（1868年初演）を、ウィーン宮廷楽団出身のアントン・ブルックナーは『交響曲第4番』（1881年初演）を、それぞれ宮内長官ホーエンローエに献呈している。

## 家族
1859年10月15日ヴァイマルで、マリー・ツー・ザイン＝ヴィトゲンシュタイン侯女（Prinzessin Marie zu Sayn-Wittgenstein、1837–1920）と結婚。彼女の同名の従姉マリー（レフ・ヴィトゲンシュテイン侯爵の長女）が1847年にホーエンローエの次兄クロートヴィヒと結婚していた縁であった。妻のマリーは母親のカロリーネとその愛人の作曲家フランツ・リストの暮らすヴァイマルで、数多くの作家や芸術家のサークルに親しみながら育った女性だった。侯爵夫妻は1862年に購入したウィーンのパレ・ホーエンローエを居と定め、マリーはこの館を拠点に芸術の後援や社会福祉活動に勤しんだ。
マリーとの間に6子があった。
- フランツ・ヨーゼフ（1861–1871）
- コンラート（1863–1918） - ツィスライタ二エン首相・財務相
- フィリップ（ドイツ語版）（1864–1942） - ベネディクト会修道士
- ゴットフリート（1867–1932） - 陸軍少将・駐独オーストリア大使
- ヴォルフガング（1869–1883）
- ドロテア（1872–1954） - フォルラート・フォン・ランベルク伯爵と結婚

## 引用・脚注
1. ↑  Heinz Gollwitzer: Die Standesherren. 2. Auflage. Göttingen 1964, S. 175.
2. ↑  Vgl. Hof- und Staatshandbuch des Kaiserthumes Österreich, Wien 1868, S. 9.